# Ora Pământului

Logo vechi Ora Pământului

Logo 60+

Stingerea luminii în 27 martie 2010 de structura de metal de sere de la Grădina Botanică din Curitiba (Curitiba, Paraná, regiunea Sud a Brazilia).

Ora Pământului (engleză Earth Hour) este un eveniment internațional, organizat în ultima sâmbătă a lunii martie a fiecărui an, care are ca scop sensibilizarea utilizatorilor de energie electrică față de problema dioxidului de carbon emis în atmosferă la producerea energiei electrice. Ora Pământului constă în stingerea luminii și oprirea aparatelor electrocasnice neesențiale timp de o oră, în mod voluntar, atât de către consumatorii individuali cât și de către instituții și unități economice.
Acest eveniment este promovat de World Wide Fund for Nature Australia (WWF), un grup internațional de lobby pentru mediu și cotidianul australian Sydney Morning Herald. Prima Oră a Pământului a avut loc la Sydney, cel mai mare oraș din Australia, între orele 19:30 și 20:30 la 21 martie 2007. Prin Ora Pământului 2007 se estimează că electricitatea consumată în Sydney a scăzut între 2,1% și 10,2% în aceea oră și că au participat 2,2 milioane de oameni. Al doilea eveniment Ora Pământului a avut loc la 29 martie 2008, între orele 20:00 și 21:00 (ora locală), în Sydney și în multe orașe importante ale lumii.

## Ora Pământului 2009
În anul 2009 ora Pământului a fost programată pe 28 martie, între orele 20:30 - 21:30. În România la această acțiune au participat orașele Botoșani, Brașov, București, Cluj-Napoca, Craiova, Iași, Sfântu Gheorghe, Târgoviște, Timișoara și Tulcea.
Peste 82 de țări și 2100 de orașe au promis că vor participa la Ora Pământului 2009, o mare diferență față de 2008 când au participat doar 35 de țări. Scopul acestui an al inițiatorilor evenimentului Ora Pământului este de a primi 1 miliard de „voturi”, în contextul organizării ediției din 2009 a United Nations Climate Change Conference.
Printre participanții acestui an se numără, pentru prima oară, sediul Națiunilor Unite din New York.

## Ora Pământului 2008

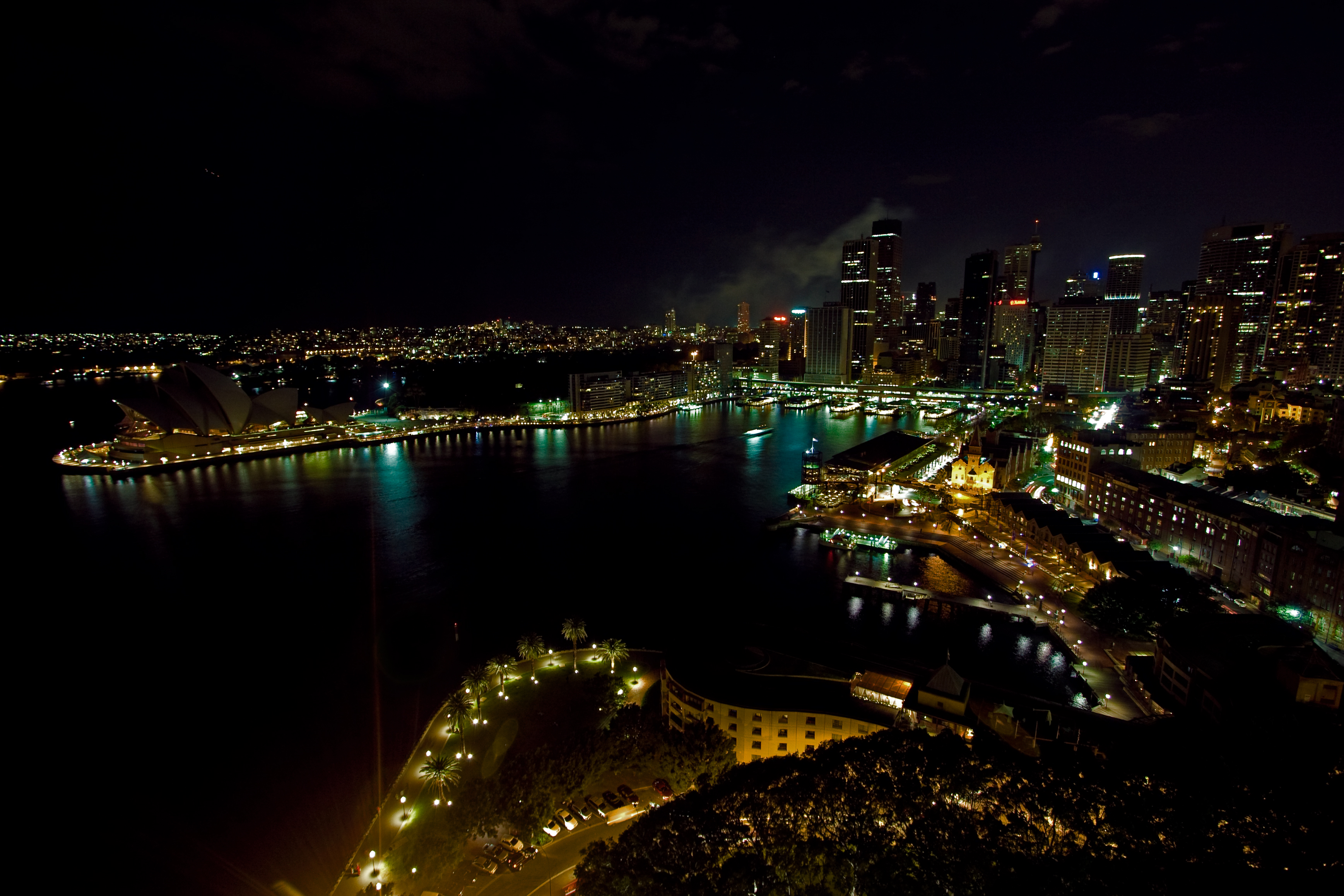
Opera din Sydney în timpul Orei Pământului din 31 martie 2008.

Cu 35 de țări din jurul lumii participând oficial și peste 400 de orașe, Ora Pământului 2008 a fost celebrat pe toate cele 7 continente. Personalități importante din jurul lumii și-au oprit echipamentele electrice neesențiale pentru Ora Pământului, incluzând Clădirea Empire State (New York), Turnul Sears (Chicago), Podul Golden Gate (San Francisco), Banca America Plaza (Atlanta), Casa Operei din Sydney (Australia), Table Mountain (Cape Town, Africa de Sud), Templul Budist Wat Arun (Bangkok, Tailanda), Coloseumul (Roma, Italia), Castelul Regal (Stockholm, Suedia), Primăria din Londra (England), Space Needle (Seattle, USA), Turnul CN (Toronto, Canada) și Mallul SM din Asia și Centrul Discovery SM (Manila, Filipine) și Suva (Fiji).
Site-ul oficial al evenimentului, earthhour.org, a avut peste 6,7 milioane de vizitatori unici în săptămâna de dinaintea Orei Pământului. Alte site-uri au luat parte la eveniment, inclusiv Google care și-a colorat pagina de start în negru în ziua în care a avut loc Ora Pământului.
Conform sondajului online al Zogby International, peste 36 de milioane de oameni au participat la Ora Pământului 2008. Sondajul a arătat și că conștientizarea problemelor mediului, cum ar fi schimbarea climei, a crescut cu 4 procente, imediat după eveniment.

## Participanții din 2007
Sydney, Australia. Aproximativ 2,2 milioane de gospodării și firme au participat la prima ediție a Ore Pământului.

### Celebrări în jurul lumii
- În Sydney, Australia, sfârșitul Orei Pământului a fost celebrat printr-un spectacol de artificii.[8]
- Palatele regale din Danemarca, Amalienborg și Gråsten, s-au întunecat la porunca reginei Margaret a II-a a Danemarcei.[9]
- Nelly Furtado a susținut un concert gratuit la Nathan Philips Square în Downtown Toronto pentru a celebra Ora Pământului.[10]
- În Toronto, Ontario, echipa universității York, Environmental Outreach Team, a susținut o oră de informare asupra Orei Pământului, iar Obersvatorul universității a oferit o sesiune publică pentru iubitorii cerului.[11]
- Activități nemaipomenite au fost ținute în Centrul Științific din Ontario și Observatorul David Dunlap de pe Dealul Richmond din Ontario.[12][13]
- În Irlanda, astronomii au pus câteva telescoape puternice în Parcul Phoenix din Dublin pentru a permite oamenilor să vadă cerul nopții, care în mod normal era poluat de puterniciile becuri ale orașului.
- În Tel Aviv, Israel, un concert gratuit susținut de Knesiyat Hasekhel as fost ținut la Rabin Square. Energia necesară a fost generată de un grup de cicliști cu biciclete speciale. Restul energiei a fost asigurat de niște generatoare ce rulau pe bază de ulei provenit din chiftele.[14]
- În Atlanta, șeful executiv al WWF US, Carter Roberts și primatul Atlantei, Shirley Franklin au închis un întrerupător gigant, live la TV, pentru a da startul valului de lumini, care se închideau, din jurul orașului.[15]
- În San Francisco, primarul Gavin Newsom, împreună cu medaliatul cu Aur la skate-boarding Brian Boitano, toboșarul Mickey Hart și alte personalități s-au adunat pentru a vedea luminile stingându-se, ascultând muzica lui Jason Damato.[16]
- În Kuala Lumpur, Malaezia, luminile celor mai înalte turnuri gemene, Petronas Twin Towers au fost stinse.[necesită citare]
- În Egipt, luminile de pe Sfinx și Marile Piramide ale lui Giza au fost stinse la 8:30 pm. Prima doamnă a Egiptului, Suzanne Mubarak, a susținut chemarea Orei Pământului pentru a acționa împotriva schimbărilor climatice.[17]

### Google

O captură a paginii web Google, „întunecată” de pe 29 martie 2008.

Ora Pământului a avut publicitate gratuită din partea corporației Google. De la 12:00 a.m., pe 29 martie 2008 până la sfârșitul Orei Pământului, pagina Google, în Statele Unite, Columbia, Canada, Danemarca, Irlanda și Anglia a avut fundalul negru. Textul afișat era: „We've turned the lights out. Now it's your turn - Earth Hour.” („Noi am stins luminile. Acum e rândul tău - Ora Pământului.”) Totuși, Google a spus că în 2009 ei nu vor schimba fundalul în negru datorită confuziei cauzată multor utilizatori. O greșeală frecventă este ideea că a avea un fundal negru reduce consumul curentului pentru monitoare; monitoarele LCD folosesc aceeași cantitate de energie orice culori ar arăta. Acesta nu este cazul monitoarelor organice cu LEDuri, dar ele nu sunt foarte răspândite.